# 郭家镇 (兴城市)
郭家镇，是中华人民共和国辽宁省葫芦岛市兴城市下辖的一个乡镇级行政单位。1962年成立郭家人民公社；1968年成立郭家公社革委会；1983年9月23日，郭家人民公社改称郭家乡人民政府；2002年3月郭家满族镇改称郭家镇，仍享受民族乡待遇。

## 行政区划
郭家镇下辖以下地区：
东华社区、孙家村、张沈村、大石村、郭家村、棋盘村和陈家村。